# Université de l'Alaska à Anchorage
L'université de l'Alaska à Anchorage (en anglais : University of Alaska Anchorage ou UAA) est une université américaine située à Anchorage dans l'État de l'Alaska. Elle est l'une des trois composantes de l'université d'Alaska.

## Source
- (en) Cet article est partiellement ou en totalité issu de l’article de Wikipédia en anglais intitulé « University of Alaska Anchorage » (voir la liste des auteurs).